# Fairlight (East Sussex)
Fairlight è un paese di 1 682 abitanti della contea dell'East Sussex, in Inghilterra.